# Вознесенка (Кальміуський район)
Вознесе́нка — село Старобешівської селищної громади Кальміуського району Донецької області, Україна. Населення становить 95 осіб.

## Загальні відомості
Розташоване на лівому березі р. Кальміус, нижче за дамбу Старобешівської ТЕС. Відстань до райцентру становить близько 3 км і проходить автошляхом місцевого значення.
Із 2014 р. внесено до переліку населених пунктів на Сході України, на яких тимчасово не діє українська влада.

## Населення
За даними перепису 2001 року населення села становило 95 осіб, із них 36,84 % зазначили рідною мову українську та 63,16 %— російську.